# والتر بن مايكلز
والتر بن مايكلز (بالإنجليزية: Walter Benn Michaels)‏ هو ناقد أدبي وصحفي وأستاذ جامعي أمريكي، ولد في 1948.